# Mary Cleave
Mary Louise Cleave (Southampton, 5 febbraio 1947 – Annapolis, 27 novembre 2023) è stata un'astronauta e ingegnera statunitense.